# كويتزالكوتلس
الكويتزاكوتلس (الاسم العلمي: Quetzalcoatlus) هي تيروصورات ضخمة عاشت في العصر الطباشيري، وبعرض جناحيها الذي كان يَتراوح من 10 إلى 12 متراً، فهي أكبر الحيوانات التي حلقت في سماء الأرض على الإطلاق وفي كل العصور. تنتمي هذه الزواحف الطائرة إلى فصيلة الأزداركتيات، وقد عاشت خلال العصر الطباشيري المتأخر وانقرضت في نهايته ضمن انقراض العصر الطباشيري-الثلاثي. أتى اسم «كويتزاكوتلس» الذي يُطلق على هذه الزواحف من الإله الميزوأمريكي كيتزالكواتل أو «الأفعى المريّشة».

## الوصف
تظهر مواد جماجم الكويتزالكوتلسات (من الأنواع الأصغر غير المُسماة) أنها كانت تملك مناقيراً حادة وثاقبة جداً، على عكس ما أظهرته بعض عمليات إعادة البناء الأقدم، والتي كانت مبنية على دراسة أجزاءٍ من الجسد لا تتضمن مواد الفك المأخوذة من أنواع البتروصورات الأخرى (مثل التابجاريات) التي تم إهمالها أثناء البحث. كانت تملك الكويتزالكوتلسات أيضاً أعرافاً على جماجمها، لكن شكلها الدقيق وحجمها ما زالا غير معروفين.

### الحجم

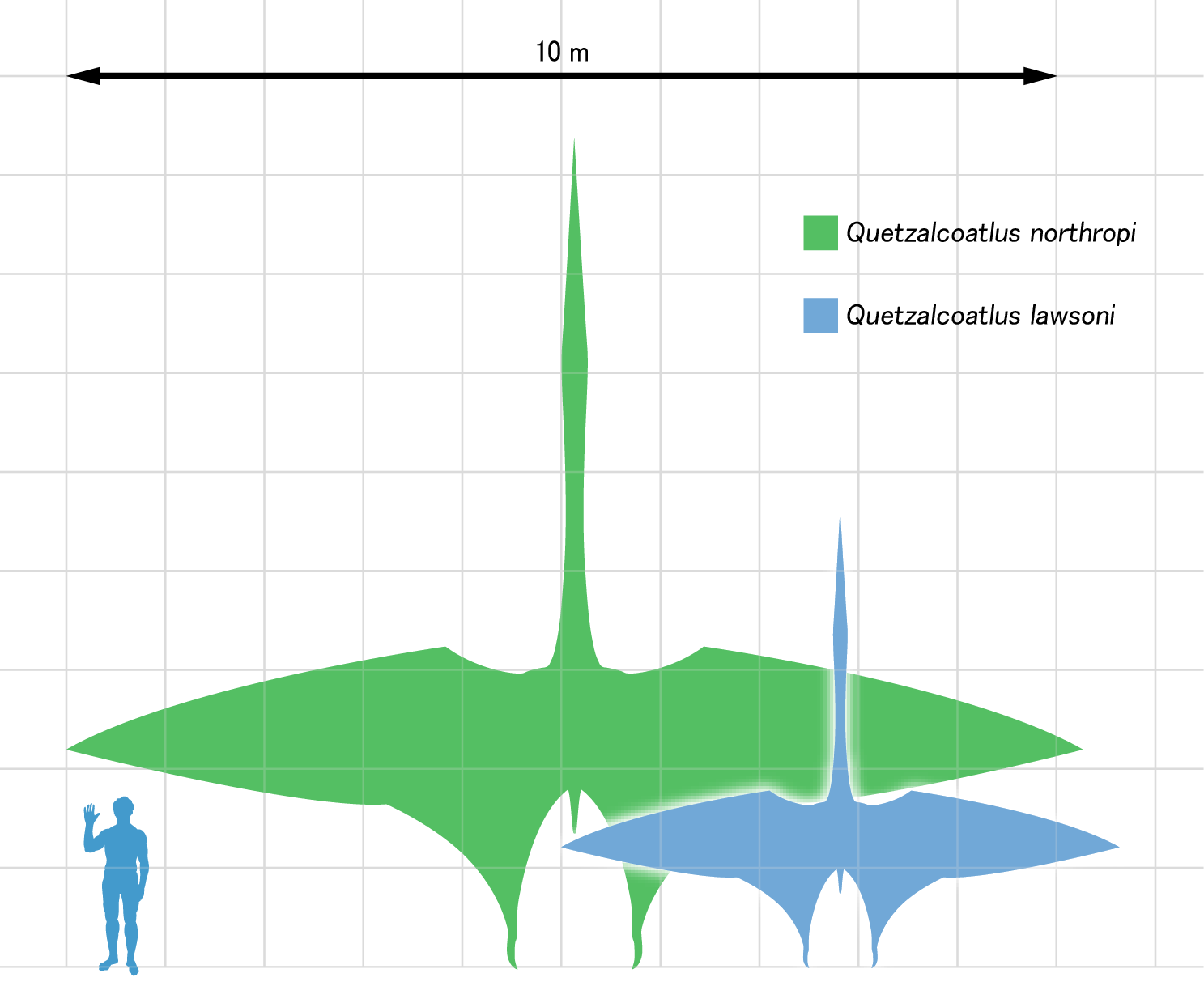
مقارنة في الأحجام بين بشري وكوتزالكوتلس كبير ونوع آخر صغير.

عندما اكتشفت أولى أحافير الكويتزالكوتلسات قدر العلماء أن أكبر أنوعها كان يَملك عرض جناحين يَبلغ 15.5 متراً (المسافة بين طرفي الجناح)، وذلك باختيار المتوسط الذي حصلوا عليه من إجراء ثلاث تقديرات استقرائية اعتماداً على تناسب أجساد البتروصورات الأخرى والتي توصلوا فيها إلى تقديرات 11 و15.5 و21 متراً على التوالي. لكن في عام 1981م خفضت دراسات إضافية هذه التقديرات إلى ما يَتراوح من 11 إلى 12 متراً. أما التقديرات الأحدث من ذلك التي بُنيت على معرفة أوسع بتناسب أجساد الأزداركتيات فقد توصلت إلى عرض جناحين يَبلغ 10-11 متراً.
إن التقديرات الجماعية للأزداركتيات العملاقة مشكوك بصحتها لأنه لا توجد أنواع تتشارك أحجاماً أو تناسبات جسدية متقاربة، وفي النتيجة فإن تقديراتها المنشورة متفاوتة جداً. توصلت دراسة أجريت عام 2002 إلى أن أوزان أجساد الكويتزالكوتلسات تتراوح من 90 إلى 120 كيلوغرام، وهذا أقل إلى حد بعيد من معظم التقديرات الحديثة. أما التقديرات الأعلى من ذلك فهي تصل إلى ما يَتراوح من 200 وحتى 250 كغم.

## تاريخ الاكتشاف

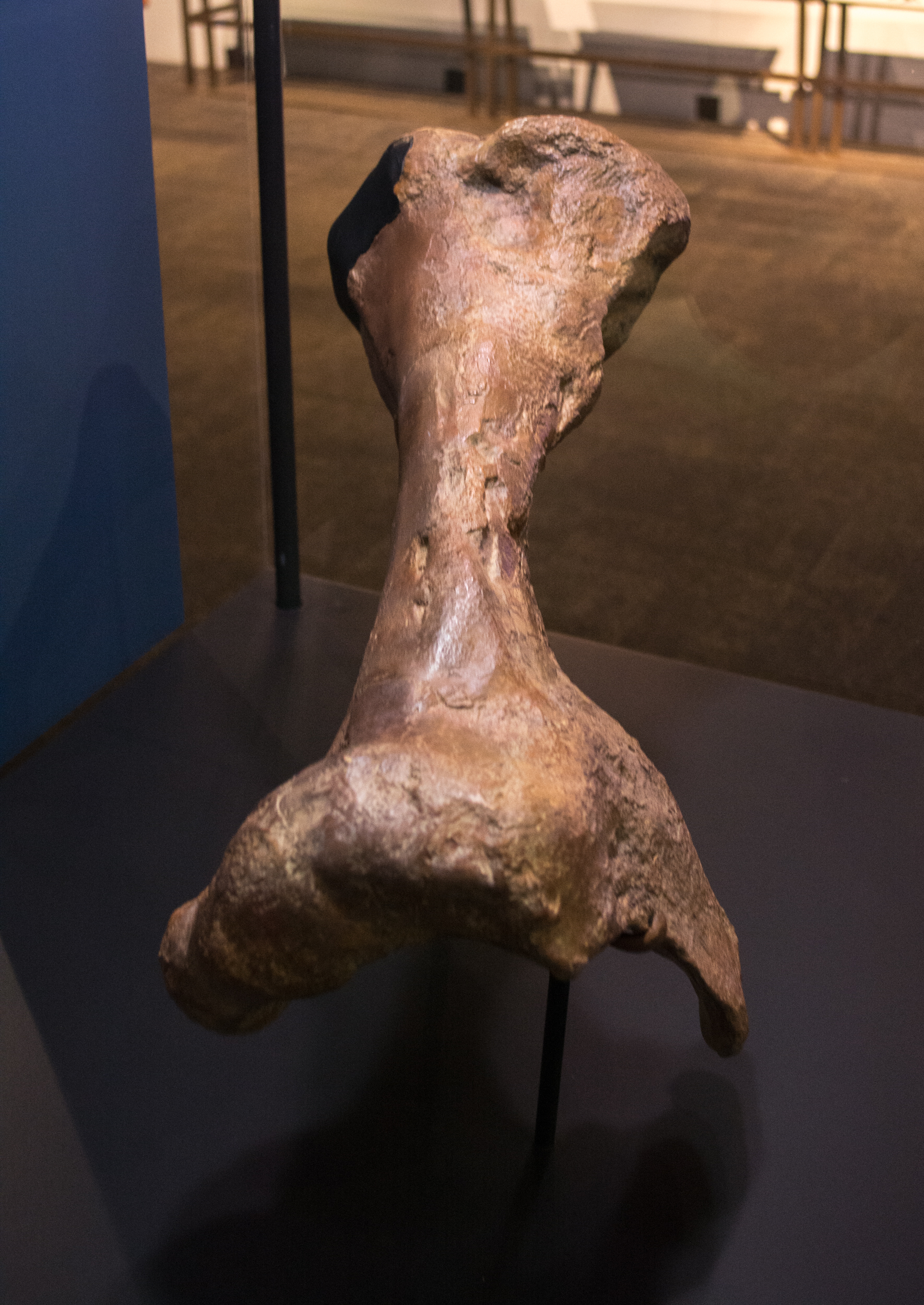
عظمة العضد لعينة النمط الأصلي القياسية.

اكتشفت أولى أحافير الكويتزالكوتلسات في تكساس عام 1971 بواسطة مجموعة من خريجي الجيولوجيا من جامعة تكساس في أوستن. وقد تألفت العيّنة المُكتشفة من جزء من الجناح (الذي يتكون عند البتروصورات من ذراع وإصبع رابع طويل)، وتم تقدير عرض جناحي النوع الذي تعود إليه العينة لاحقاً بأنه يَتجاوز العشرة أمتار. اكتشف لوسُن لاحقاً موقعاً ثانياً يَعود إلى نفس الحقبة الزمنية، وكان يَبعد 40 كيلومتراً عن الأول، حيث اكتشف هو والبروفيسور «وان لانغستون» من متحف تكساس التذكاري بين عامي 1972 و1974 ثلاثة هياكل عظمية مشظاة أصغر بكثير مما عُثر عليه سابقاً. قد أعلن لوسن عن الاكتشاف في مقال في مجلة العلم عام 1975.